# Fosfodiesterasi PDE5
La fosfodiesterasi di tipo 5 (PDE-5),  presente nella muscolatura liscia dei corpi cavernosi del pene, è un enzima deputato all'idrolisi del cGMP, il quale determina il rilassamento della muscolatura liscia, quindi la tumescenza peniena e dunque l'erezione.
Il cGMP viene prodotto dalla guanilato ciclasi, a sua volta attivata dal NO (fattore rilasciante di derivazione endoteliale), che viene rilasciato dalle cellule endoteliali o cellule della muscolature liscia dei corpi cavernosi a partire dall'amminoacido arginina.

## Importanza clinica
I farmaci utilizzati nel trattamento della disfunzione erettile agiscono inibendo questo enzima, favorendo la vasodilatazione.